# Урзіка-Маре
Урзіка-Маре (рум. Urzica Mare) — село у повіті Долж в Румунії. Входить до складу комуни Урзікуца.
Село розташоване на відстані 204 км на захід від Бухареста, 38 км на південний захід від Крайови.

## Населення
За даними перепису населення 2002 року у селі проживали 632 особи.
Національний склад населення села:
| Національність | Кількість осіб | Відсоток |
| -------------- | -------------- | -------- |
| румуни         | 619            | 97,9%    |
| цигани         | 13             | 2,1%     |

Рідною мовою назвали:
| Мова      | Кількість осіб | Відсоток |
| --------- | -------------- | -------- |
| румунська | 624            | 98,7%    |
| циганська | 8              | 1,3%     |